# Old Trail Town

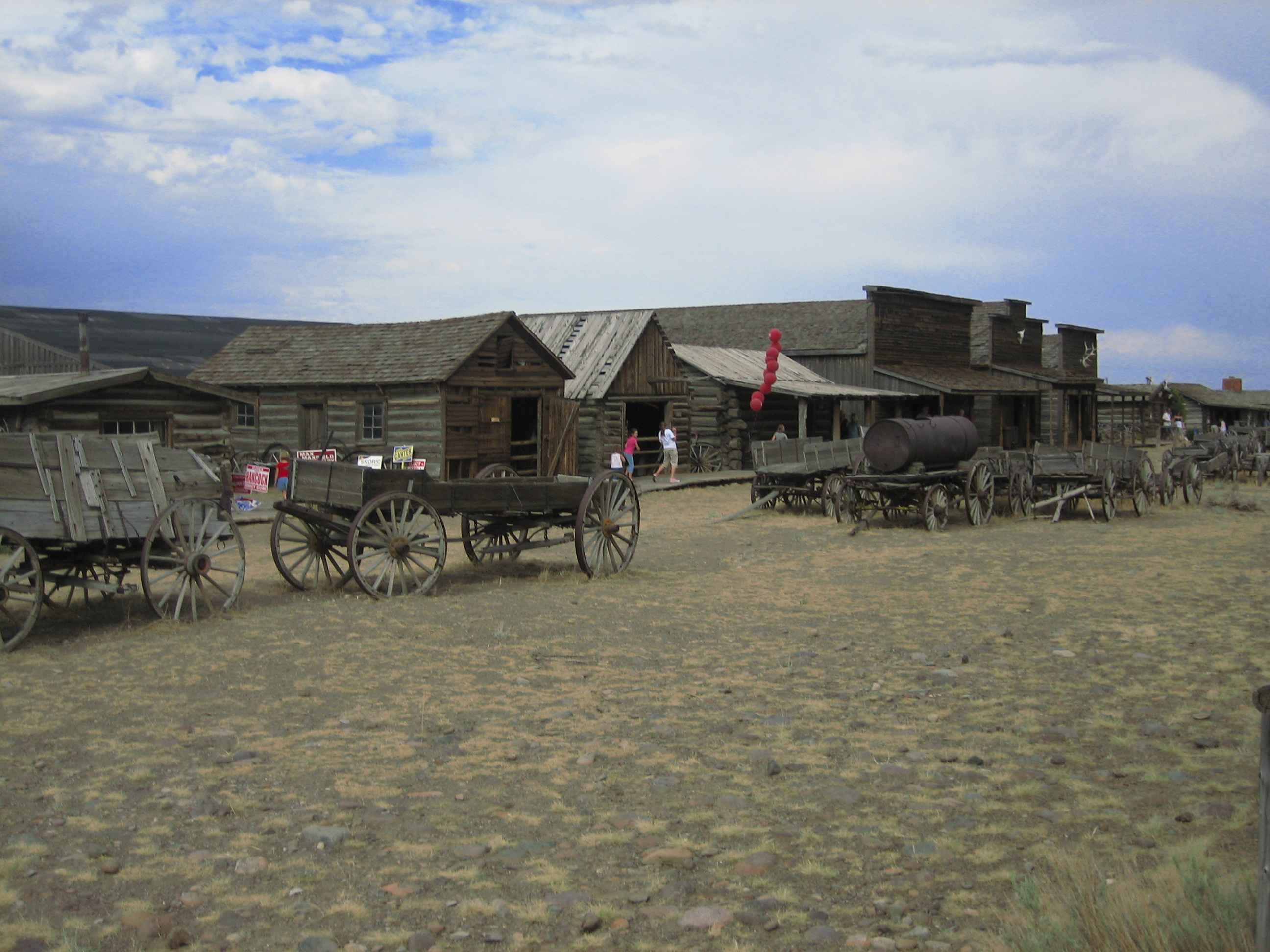
Old Trail Town à Cody, dans le Wyoming

Old Trail Town est un ensemble de bâtiments historiques de l'Ouest américain et d'artefacts, datant de 1879–1901, située au large de la Yellowstone Highway dans la ville de villégiature de Cody, le siège du Comté de Park dans le nord-ouest du Wyoming. Une grande partie de l'ensemble est issue de moins de 150 km de Cody, la ville que Buffalo Bill et ses associés ont étudiée et fondée en 1895.

## Approche historique
Trail Town a commencé en 1967, grâce aux efforts de Bob W. Edgar, (1er janvier 1939 - 20 avril 2012), un archéologue et un natif de la région de Big Horn Basin au Wyoming. Edgar a exploré la région et a travaillé pendant sept ans pour le grand Buffalo Bill Historical Center à Cody. Il a pris conscience de la nécessité de rassembler les bâtiments historiques et les vestiges et de les exposer en un lieu commun, l'emplacement authentique où Buffalo Bill Cody et ses associés avaient fondé le premier site de la ville, "Cody City". Trail Town a plus de vingt-cinq bâtiments, une centaine de voitures à chevaux, et une vaste collection de souvenirs de la frontière du Wyoming. La collection la plus importante de son genre dans le Wyoming, Old Trail Town a bénéficié du soutien des éleveurs de la région et de la communauté de Cody. Les visiteurs peuvent se promener entre les bâtiments le long de la promenade et accéder au cimetière, où certains héros populaires locaux et nationaux sont enterrés.

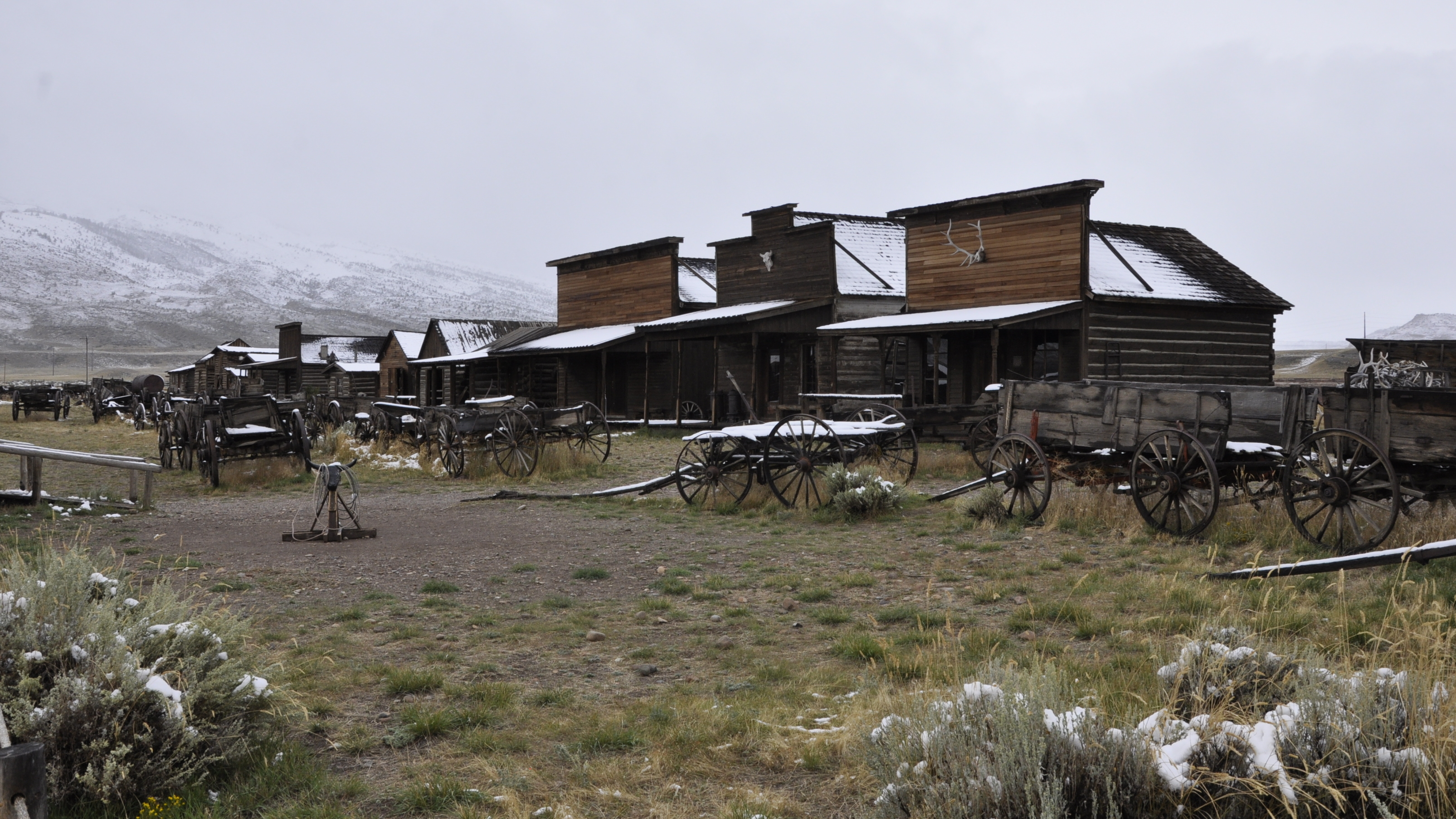
Cabanes et voitures à chevaux
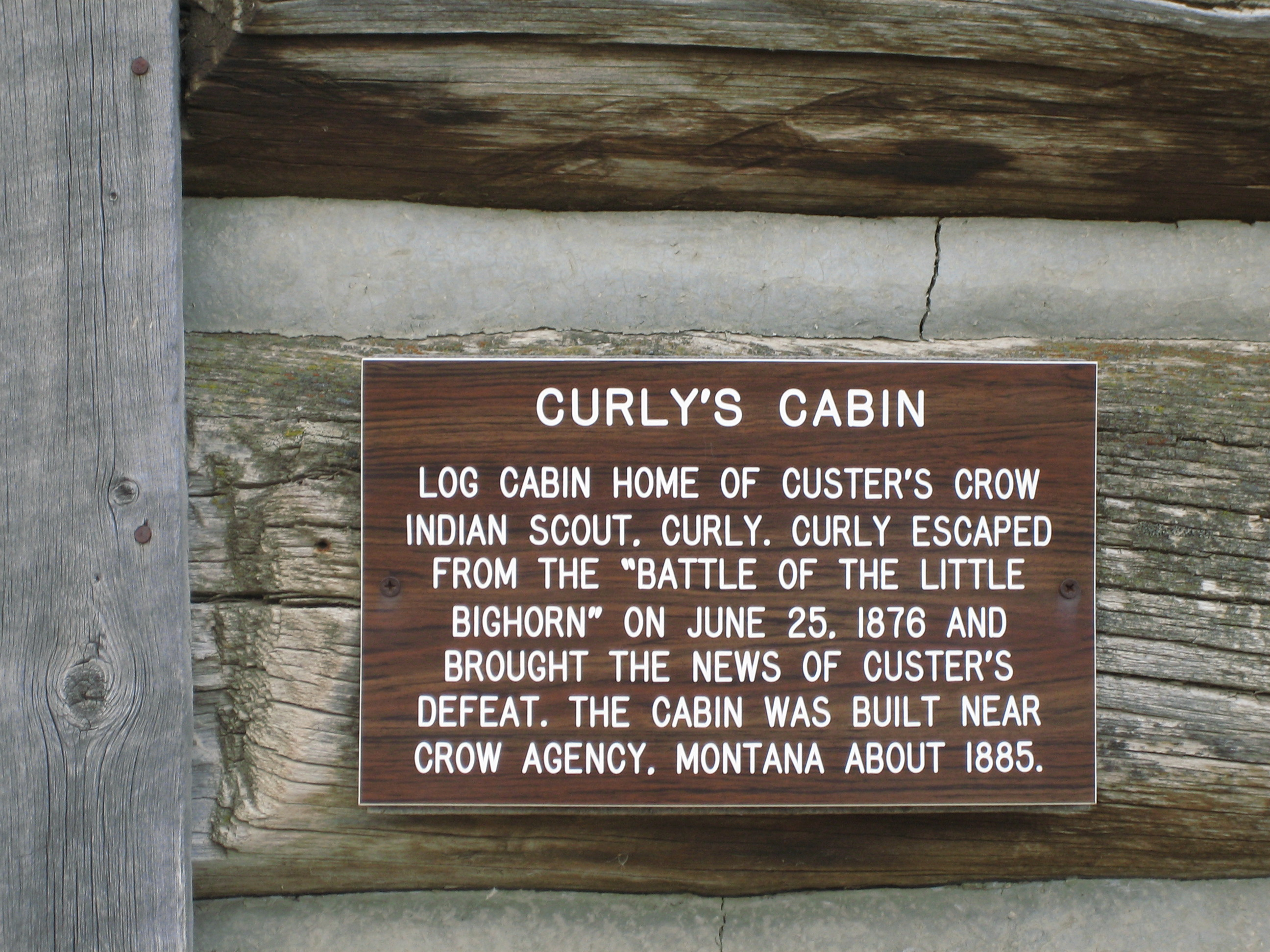
Plaque explicative de la cabane de Curly
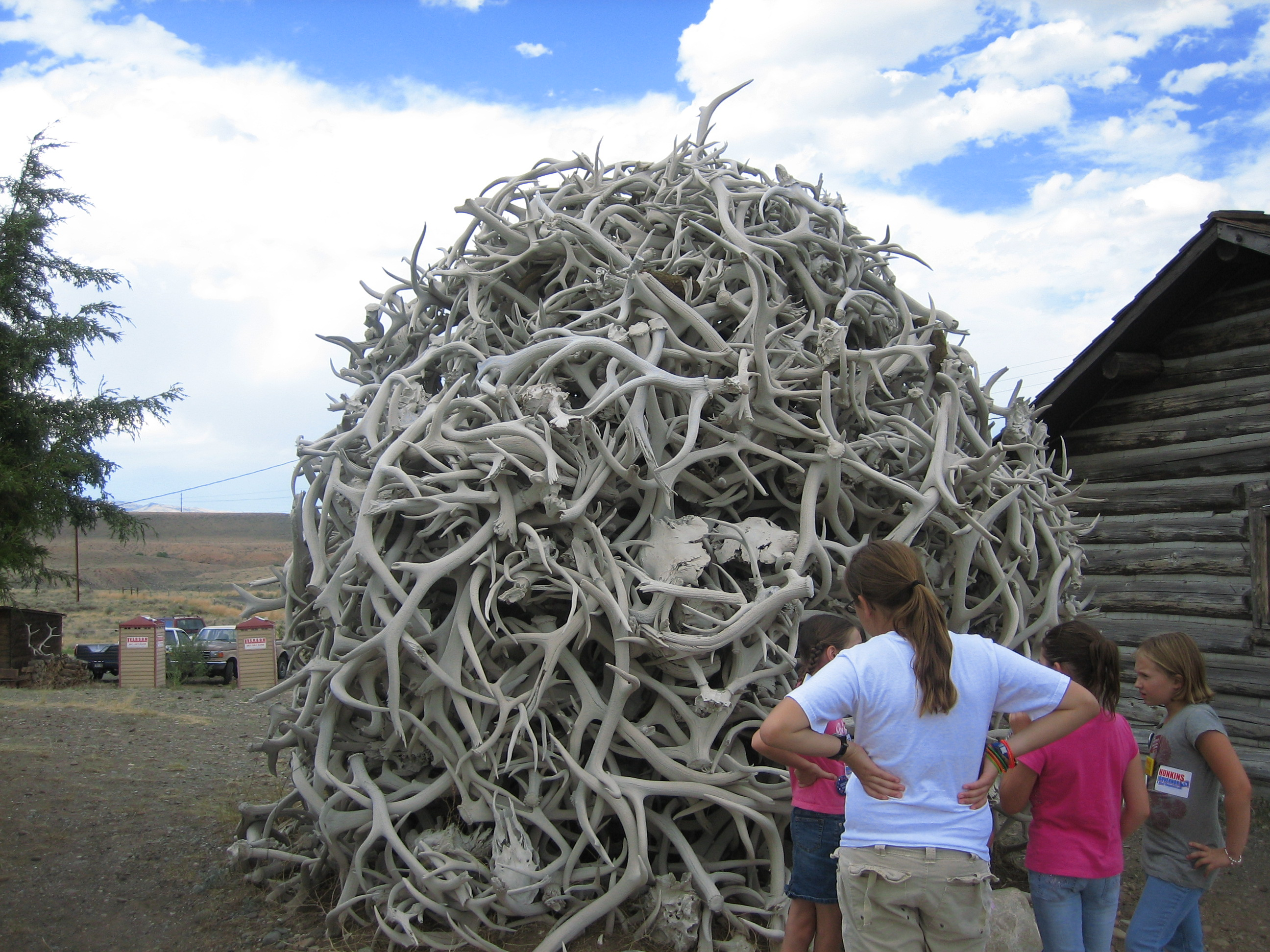
Cornes de wapiti empilées à Old Trail Town dans le Wyoming
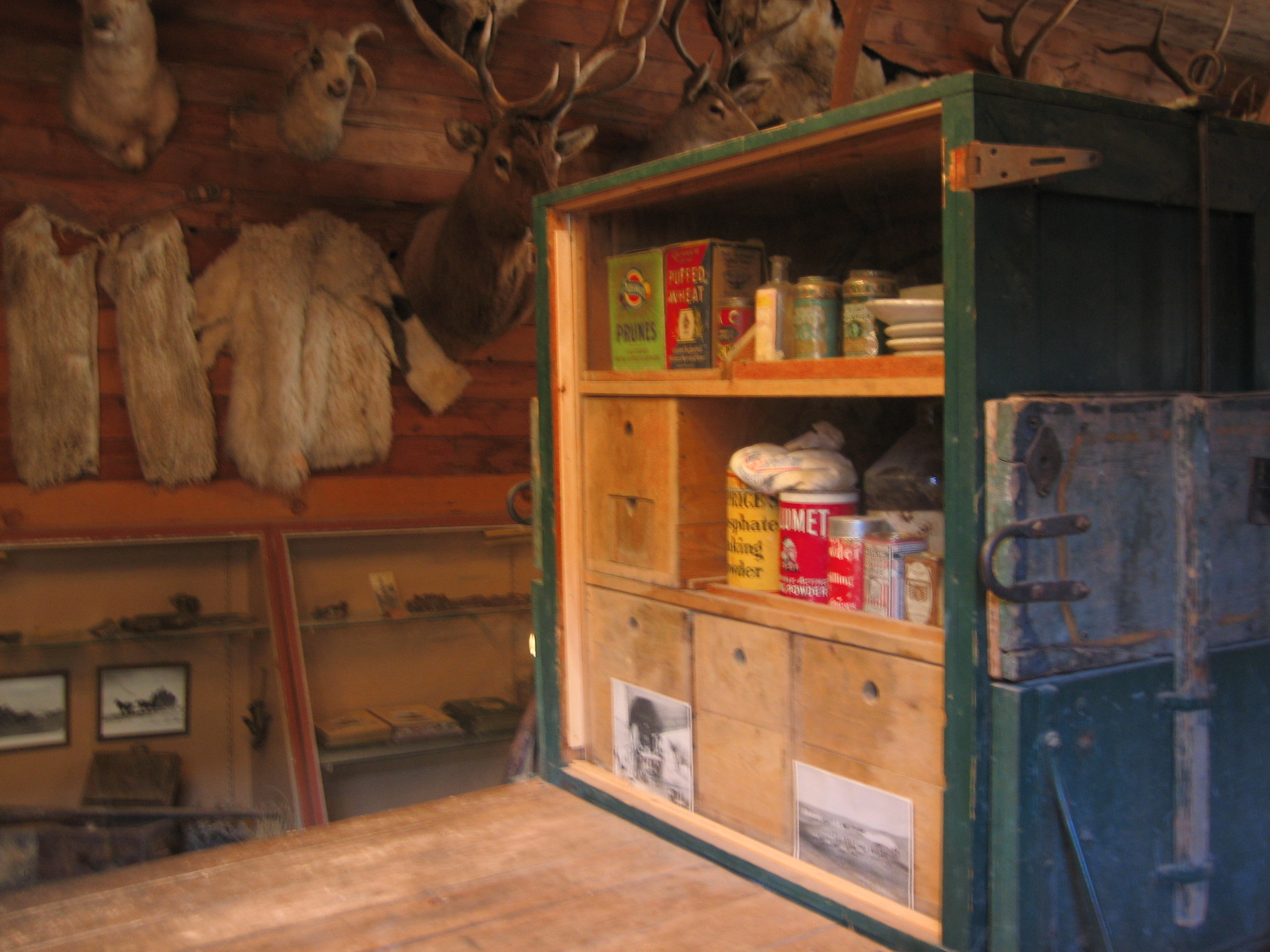
Armoire à provisions dans une cabane de mountain man à Old Trail Town
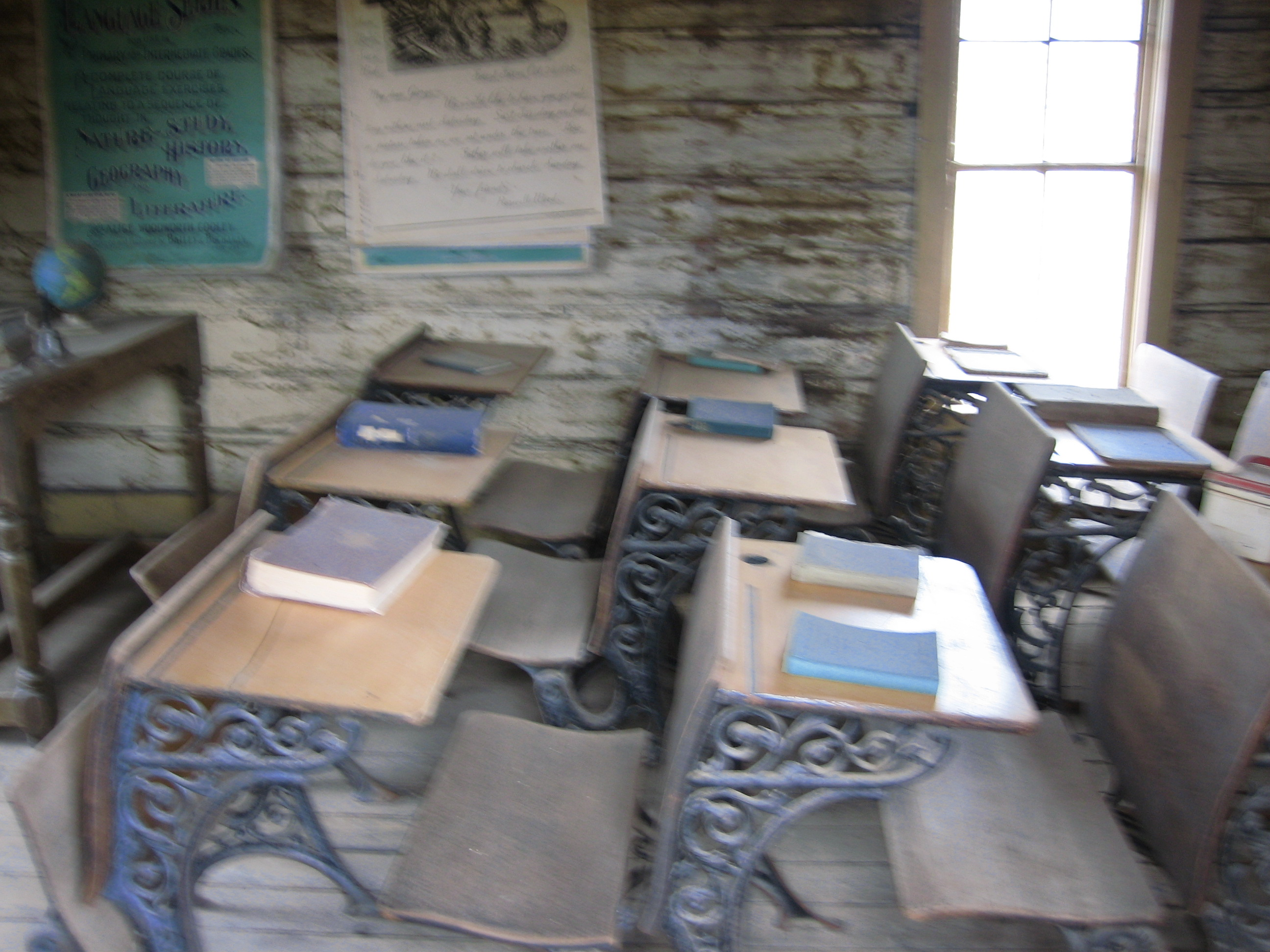
École à Old Trail Town
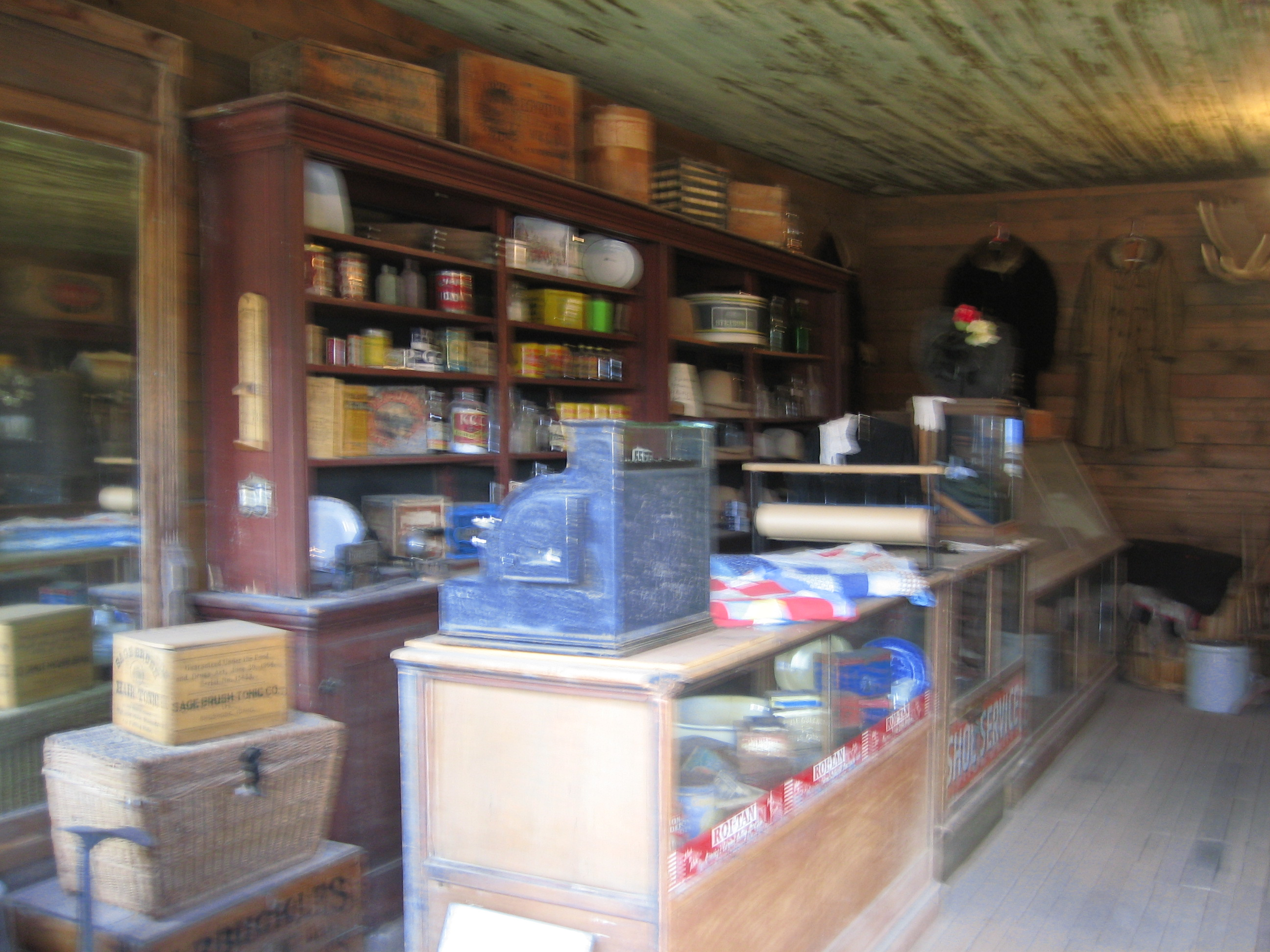
Magasin général à Old Trail Town

## Cabanes restaurées

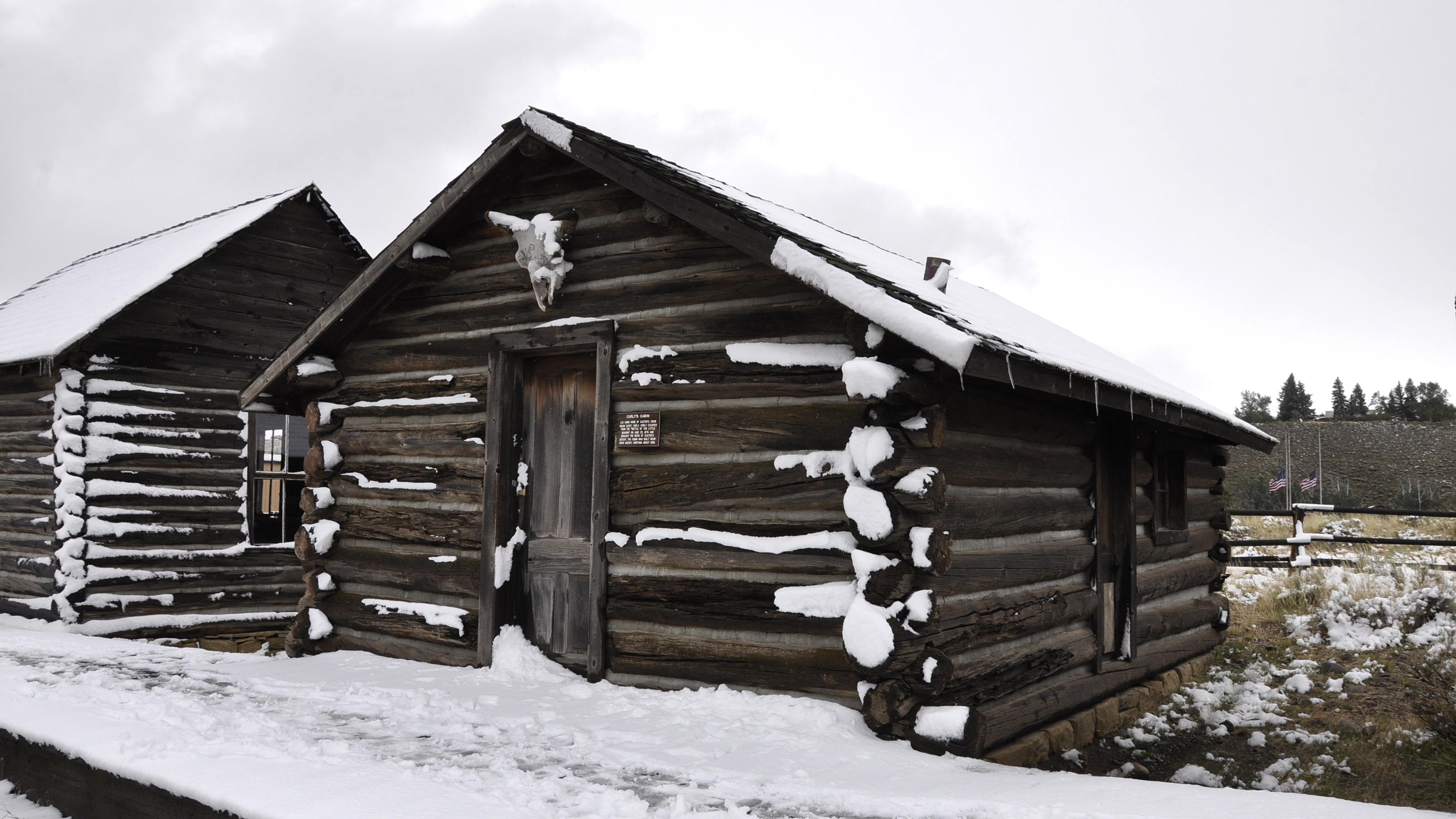
Cabane de Curly, éclaireur Crow sous le commandement de Custer à Cody, dans le Wyoming

L'une des constructions est la cabane de l'Indien Crow nommé Curly, un éclaireur pour le général George Armstrong Custer, qui s'est échappé de la Bataille de Little Bighorn dans le Montana et a rapporté la nouvelle de la défaite de Custer, le 25 juin 1876. En 1885, le gouvernement des États-Unis a construit la cabane de Curly en récompense pour son service militaire.
Kid Curry (Harvey Logan) et le Sundance Kid ont utilisé une cabane à Old Trail Town comme planque avant de dévaliser une banque à Red Lodge, Montana. Butch Cassidy, le Sundance Kid, et d'autres desperados se sont réunis dans une autre cabane amenée de la région de Hole-in-the-Wall dans le centre nord du Wyoming. Elle a été construite en 1883 par Alexandre de Gand.

## Tombe de Liver-Eating Johnson

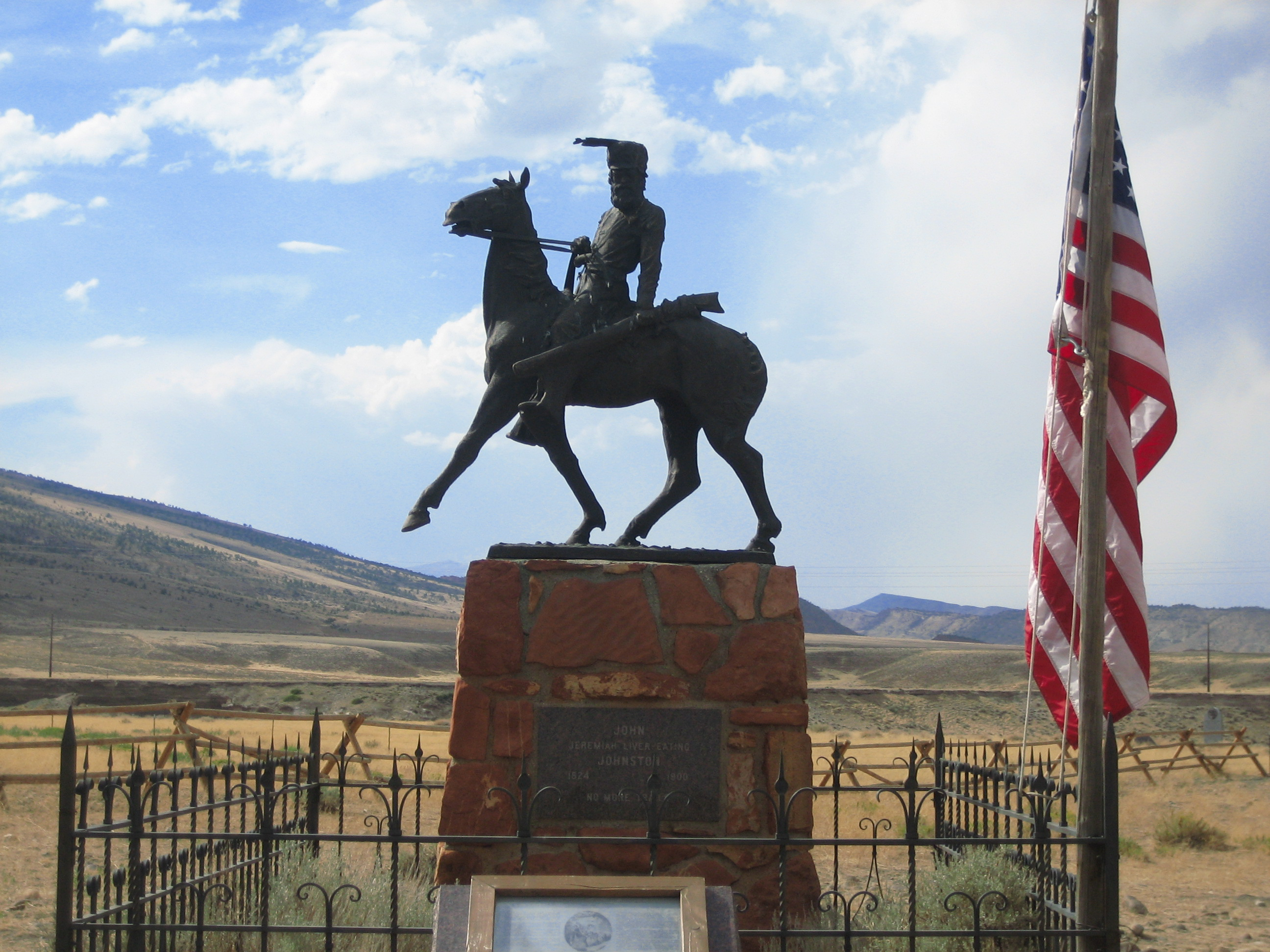
La statue de bronze de Liver-Eating Johnson érigée sur sa tombe à Old Trail Town

Le 8 juin 1974, la tombe du moutain man Liver-Eating Johnson (vers 1824 - 1900) a été transférée à Old Trail Town. Les exploits légendaires de Johnson ont été portés au cinéma avec Robert Redford dans le rôle Jeremiah Johnson. À l'origine “Johnston”, John Johnson était un trappeur, chasseur, éclaireur de l'armée des États-Unis, marshal, et vétéran de l'Union de la Guerre de Sécession. Plus de deux mille personnes ont assisté à la cérémonie de réinhumation, peut-être le plus grand rassemblement dans l'histoire du Wyoming. La statue de bronze de Johnson érigée sur sa tombe est l'œuvre de Peter M. Fillerup (né vers 1954) de Cody. Elle a été inaugurée le 3 juillet 1981.

## Accès au musée
Old Trail Town est ouvert du 15 mai et au 30 septembre. L'entrée est de 8$ pour les adultes, 7$ pour les personnes âgées, et de 4$ pour les enfants de 6 à 12. Le Musée de la conquête de l'Ouest, une entité distincte au sein Old Trail Town créée en 1971 en tant qu'organisation à but non lucratif par Bob Edgar et Frances Beldon, cherche à acheter et à administrer Old Trail Town tant que le financement est assuré.